# Scandarma
Scandarma is een geslacht van kreeftachtigen uit de klasse van de Malacostraca (hogere kreeftachtigen).

## Soorten
- Scandarma lintou Schubart, Liu & Cuesta, 2003
- Scandarma splendidum Naruse & Ng, 2007